# Прайс, Маргарет
Дама Ма́ргарет Беренис Прайс (англ. Margaret Berenice Price; 13 апреля 1941, Блэквуд, Уэльс, Великобритания — 28 января 2011, Кэйбр-Бей, Кередигион, Уэльс, Великобритания) — валлийская оперная певица (лирическое сопрано), в 1970-х — 1980-х годах прославившаяся своими интерпретациями опер Моцарта и Верди, а также песенного репертуара. Дама-командор ордена Британской империи.

## Биография

### Ранние годы
Дама Маргарет Прайс родилась 13 апреля 1941 года в Уэльсе, в Блэквуде. С детства у неё были деформированы ноги. Несмотря на то, что в четырёхлетнем возрасте перенесла серьёзную операцию, однако от болей в ногах страдала всю жизнь. С детства ухаживала за своим младшим братом Джоном, родившимся умственно отсталым.
Её отец, талантливый пианист-любитель, был против музыкальной карьеры для дочери, поэтому сначала Маргарет изучала биологию. В 15-летнем возрасте её школьный учитель устроил прослушивание Маргарет у Чарльза Кеннеди Скотта, который убедил её учиться вокалу и предоставил ей стипендию. В течение следующих нескольких лет Маргарет училась в музыкальном колледже Тринити как меццо-сопрано.

### Карьера
После окончания обучения Маргарет Прайс сделала несколько записей, в том числе саундтрек к кинофильму «Эль Сид».
Её дебют на оперной сцене состоялся в 1962 году в партии Керубино в опере Моцарта «Свадьба Фигаро» в Валлийской Национальной Опере. В том же году Маргарет Прайс прошла прослушивание в театре Ковент-Гарден, но её кандидатура была дважды отклонена, так как музыкальный директор Георг Шолти считал, что певице не хватает обаяния. Тем не менее Прайс была принята в качестве дублёра и плодотворно сотрудничала с композитором Джеймсом Локхартом. Шолти по-прежнему считал, что Прайс не удастся выдвинуться в главных партиях, поэтому певица долгое время пела небольшие партии меццо-сопранового репертуара. Известность пришла к Маргарет Прайс в 1963 году, после того, как она заменила заболевшую Тересу Бергансу в партии Керубино в опере Моцарта «Свадьба Фигаро».
После этого Джеймс Локхарт убедил Маргарет Прайс продолжать дальнейшие уроки вокала с целью улучшить вокальную технику и развивать высокий диапазон, в результате чего Прайс стала одной из самых известных и популярных лирических сопрано 1970-х — 1980-х годов.
В 1967 году Прайс выступила в партии Титании в опере Бенджамина Бриттена «Сон в летнюю ночь». Её пение в 1968 году в партии Констанцы в опере Моцарта «Похищении из сераля» на Глайндборнском оперном фестивале критика назвала «блестящим, гибким и крупномасштабным».
Маргарет Прайс не любила путешествовать, поэтому предпочитала выступать в каком-нибудь одном театре. Сначала певица долгое время выступала в театре Ковент-Гарден. Затем продолжила свою карьеру в Кёльнской опере, где дебютировала в 1971 году в опере Моцарта «Дон Жуан». После этого пела в Баварской государственной опере в Мюнхене до 1999 года, после чего вышла на пенсию.
Маргарет Прайс плодотворно сотрудничала с дирижёром и композитором Отто Клемперером, с которым сделала свою первую запись — партию Фьордилиджи в полной записи оперы Моцарта «Так поступают все». В 1972 году запись прославила Прайс как специалиста в моцартовском репертуаре.
В последующие годы Прайс выступала в качестве приглашённой певицы на многих крупнейших сценах мира, — например, в 1985 году дебютировала в Метрополитен-опера партией Дездемоны в опере Верди «Отелло». В 1989 году Прайс выступила в партии Саломеи в одноимённой опере Р. Штрауса в Бруклинской академии музыки в Нью-Йорке в присутствии принца Чарльза и принцессы Дианы.

### Репертуар
Маргарет Прайс прославилась партиями моцартовского репертуара, особенно партиями Фьордилиджи («Так поступают все»), Донны Анны («Дон Жуан», спев также партию Церлины), Графини («Свадьба Фигаро», спев также партии Керубино и Барбарины в начале своей карьеры) и Памины («Волшебная флейта»). Кроме того, Маргарет Прайс исполняла партии в операх Верди — например, Амелию («Бал-маскарад»), Аиду («Аида», Сан-Франциско) — обе партии Прайс записала с Лучано Паваротти на видео, Елизавету («Дон Карлос»), Дездемону («Отелло», дебют в Метрополитен-опера), Эльвиру («Эрнани»), а также партии Ариадны («Ариадна на Наксосе» Р. Штрауса), Нормы в одноимённой опере Беллини, Адрианы Лекуврёр в одноимённой опере Чилеа и Мими («Богема» Пуччини).
Одной из самых известных записей Маргарет Прайс является партия Изольды в полной записи оперы Р. Вагнера «Тристан и Изольда» под управлением дирижёра Карлоса Клайбера, — партия, которую певица никогда не исполняла на сцене. Среди известных записей с участием певицы также запись «Реквиема» Моцарта, отмеченная премией журнала «Gramophone», и запись оперы «Бал-маскарад» Верди на фирме «Decca» вместе с Лучано Паваротти.
На протяжении всей своей карьеры Маргарет Прайс часто исполняла и сделала много записей песенного репертуара: произведения Шуберта, Шумана, Р. Штрауса, Брамса и композиторов новой венской школы — например, Берга.

### Последующие годы и смерть
Завершив карьеру певицы, Маргарет Прайс вернулась в Уэльс и переехала жить в свой дом в Кэйбр-Бей, близ Кардигана (Кередигиона), с видом на Ирландское море. Последний раз выступила на публике в концерте в местной церкви, после чего вышла на пенсию и занялась разведением золотистых ретриверов, ради удобства которых даже сняла задние сидения своего автомобиля фирмы «Крайслер».
Дама Маргарет Прайс скончалась от сердечной недостаточности 28 января 2011 года в своём доме в Кэйбр-Бей, недалеко от Кардигана, в возрасте 69 лет.

## Награды, признание
- Почётный титул «Баварская камерная певица» (нем. Bayerische Kammersängerin) Баварской государственной оперы[3]
- 1982 — Кавалер ордена Британской империи (CBE)[3]
- 1993 — Дама-командор ордена Британской империи (DBE)[3]